# Aufenthaltsgenehmigung
Aufenthaltsgenehmigung war der Oberbegriff für die in § 5 Ausländergesetz aufgeführten Formen der Aufenthaltsgenehmigung in Deutschland:
- Aufenthaltsbewilligung,
- Aufenthaltsbefugnis,
- Aufenthaltserlaubnis[1] und
- Aufenthaltsberechtigung.

Im Aufenthaltsgesetz, das seit dem 1. Januar 2005 in Deutschland gilt und das Ausländergesetz ersetzt, ist der Oberbegriff Aufenthaltsgenehmigung durch den Begriff Aufenthaltstitel (Rechtsbegriff aus dem Asyl- und Ausländerrecht der Europäischen Union) ersetzt.
Für die aktuelle Rechtslage → Hauptartikel: Aufenthaltsstatus (Deutschland).